# Indian Arrows
Maillots
Le Indian Arrows (en konkani et en hindi : भारतीय तीर) est un club indien de football fondé en 2010, disparu en 2013, puis réactivé en 2017, il est basé dans la ville de Vasco da Gama, dans l'état de Goa.
Il jouait ses matchs à domicile au Ambedkar Stadium.

## Biographie
Le club a été fondé en 2010, dans l'objectif de former les jeunes footballeurs indiens à la Coupe du monde de football de 2018 en Russie. Pendant trois saisons, le club joue en première division, terminant respectivement 9e, 13e et 12e. Cependant, le 29 août 2013, l'AIFF décide d'arrêter à cause du sponsor Pailan Group, qui ne peut plus payer le club.
Pour la saison 2017-2018, le club renaît sur l'appellation Indian Arrows et profite du succès de la Coupe du monde de football des moins de 17 ans 2017 pour développer le football indien.

## Bilan sportif

### Saisons
| Saison    | Division | Classement | Coupe d'Inde | Durand Cup |
| --------- | -------- | ---------- | ------------ | ---------- |
| 2010-2011 | I-League | 9e         | 1/4 f.       | Aucune     |
| 2011-2012 | I-League | 13e        | 1/4 f.       | 1/4 f.     |
| 2012-2013 | I-League | 12e        | 1/4 f.       | Aucune     |
| 2017-2018 | I-League | 10e        | Aucune       | Aucune     |
| 2018-2019 | I-League | 8e         | Aucune       | Aucune     |
| 2019-2020 | I-League | 11e        | Aucune       | Aucune     |

## Personnalités du club

### Entraîneurs du club
Voici la liste des entraîneurs de l'AIFF XI, du Pailan Arrows et de l'Indian Arrows : 
| Nom                  | Nationalité | De              | À              |
| -------------------- | ----------- | --------------- | -------------- |
| Des Bulpin           | Écosse      | août 2010       | août 2011      |
| Sukhwinder Singh     | Inde        | 15 août 2011    | 7 février 2012 |
| Sujit Chakravarty    | Inde        | 8 février 2012  | 7 mai 2012     |
| Arthur Papas         | Australie   | 22 mai 2012     | 28 mai 2013    |
| Sanjoy Sen           | Inde        | 20 juillet 2013 | 29 août 2013   |
| Luís Norton de Matos | Portugal    | 1er août 2017   | Présent        |